# Прва савезна лига Југославије у фудбалу 1991/92.
Прва савезна лига Југославије у фудбалу 1991/92. била је највиши ранг фудбалског такмичења у Југославији 1991/92. године. И шездесетчетврта сезона по реду у којој се организовало првенство Југославије у фудбалу. Шампион је постала Црвена звезда из Београда, освојивши своју деветнаесту шампионску титулу.
Сезона је последња у којој су учествовали тимови из СР Босне и Херцеговине (са једним изузетком) и Македоније. А уједно и последња сезона фудбалског првенства СФР Југославије, пошто је од наредне сезоне оформљено првенство СР Југославије. Ове републике су 1992. године прогласиле независност, а услед рата у БиХ, клубови из ове земље нису завршили сезону. Једино је српски клуб Борац из Републике Српске одиграо читаво првенство. Убрзо потом оформљена је македонска лига у фудбалу. А затим и три етничке лиге у Босни и Херцеговини. Прво су Хрвати формирали прву лигу Херцег-Босне, па Муслимани премијер лигу Босне и Херцеговине (која је постала касније призната и од УЕФА-е), и на крају Срби Прву лигу Републике Српске.

## Преглед сезоне
Због ратова у Словенији и Хрватској, Фудбалски савез Хрватске је забранио наступ клубова са подручја Хрватске у првенству Југославије. Председништво Фудбалског савеза Југославије одлучило је да Прву лигу попуни екипама које су испале у претходној сезони (Будућност, Слобода и Спартак) и да промовише друголигаше (Вардар, ОФК Београд и Пелистер). Олимпија је желела да учествује, али су били под притиском свог фудбалског савеза и одлучили су да напусте југословенско такмичење пре утакмице првог кола против Партизана у Београду. Стога је Фудбалски савез Југославије пребацио Сутјеску у Прву лигу.
Црвена звезда, као актуелни победник Купа европских шампиона 1990/91. и потоњи освајач Интерконтиненталног купа 1991, била је фаворит за освајање првенства. Екипу су напустили Слободан Маровић, Роберт Просинечки, Рефик Шабанаџовић, Драгиша Бинић, Стеван Стојановић и тренер Љупко Петровић, док су се у летњем прелазном року тиму придружили Драгоје Лековић, Милорад Ратковић и Илија Ивић, док је Владица Поповић постао нови тренер.
Партизан је за новог тренера именовао Ивицу Осима, досадашњег селектора фудбалске репрезентације Југославије. У клуб су доведени Љубомир Воркапић, Небојша Гудељ, Бранко Брновић, Слободан Крчмаревић и Златко Захович, док су се Гордан Петрић и Славиша Јокановић у прољетном дијелу сезоне вратили са обавезног служења војног рока у Југословенској народној армији.
Играчи Жељезничара су у прољетном дијелу сезоне ступили у штрајк због неслагањем са тренером Рибаром, па су утакмице 21, 22. и 23 кола играли јуниори Жељезничара.
Међутим, растуће тензије у Босни и Херцеговини су онемогућиле регуларно завршавање сезоне. У 25. колу, 29. марта 1992. године, екипа нишког Радничког није дошла на утакмицу против Вележа у Мостару, бојећи се за своју сигурност, па је побједа службено припала Вележу. У сљедећем колу, 5. априла 1992. године, утакмица Жељезничар-Рад у Сарајеву није почела, јер је прије утакмице почело пуцање у близини стадиона Грбавица. Од тог кола босанскохерцеговачке екипе (осим Борца из Бања Луке) више нису у могућности да организују утакмице на свом терену, нити могу окупљати екипе за утакмице у гостима. Заједница клубова Прве савезне лиге одлучило је да обрише све утакмице које је Жељезничар играо у прољетном дијелу сезоне, јер је клуб одиграо мање од половине утакмица у прољетном дијелу. Утакмице које су одиграли Сарајево, Вележ и Слобода су признате јер су ови клубови одиграли више од половине утакмица у прољетном дијелу сезоне, заказане утакмице су евидентиране као побједе њихових противника, док су заказане утакмице ова три клуба такође избрисане.
На крају, Црвена звезда је освојила титулу са 50 бодова, док је Партизан био други са 46 бодова. Ако би се избрисали и резултати утакмица Сарајева, Вележа и Слободе, нови првак би постао Партизан.

## Табела
| Место | Клуб                  | мечева | победа | нерешених | победа у нерешеним | пораза | дати голови | примљени голови | гол разлика | бодова |
| ----- | --------------------- | ------ | ------ | --------- | ------------------ | ------ | ----------- | --------------- | ----------- | ------ |
| 1     | Црвена звезда         | 33     | 23     | 5         | 4                  | 5      | 77          | 24              | +53         | 50     |
| 2     | Партизан              | 33     | 21     | 10        | 4                  | 2      | 59          | 18              | +41         | 46     |
| 3     | ФК Војводина          | 33     | 19     | 5         | 4                  | 9      | 45          | 31              | +14         | 42     |
| 4     | ОФК Београд           | 33     | 19     | 8         | 3                  | 6      | 62          | 36              | +26         | 41     |
| 5     | Пролетер Зрењанин     | 33     | 16     | 4         | 3                  | 13     | 41          | 43              | -2          | 35     |
| 6     | Вардар Скопље         | 33     | 15     | 6         | 4                  | 12     | 50          | 34              | +16         | 34     |
| 7     | Рад                   | 33     | 14     | 3         | 1                  | 17     | 48          | 43              | +5          | 29     |
| 8     | Борац Бања Лука       | 33     | 11     | 10        | 6                  | 11     | 24          | 32              | -8          | 28     |
| 9     | Сарајево              | 32     | 12     | 6         | 3                  | 14     | 33          | 45              | -12         | 27     |
| 10    | Земун                 | 33     | 12     | 7         | 2                  | 14     | 44          | 43              | +1          | 26     |
| 11    | Раднички Ниш          | 33     | 12     | 5         | 2                  | 16     | 37          | 45              | -8          | 26     |
| 12    | Будућност Титоград    | 33     | 10     | 8         | 3                  | 15     | 30          | 32              | -2          | 23     |
| 13    | Сутјеска Никшић       | 33     | 11     | 6         | 1                  | 16     | 40          | 47              | -7          | 23     |
| 14    | Вележ Мостар          | 32     | 10     | 5         | 3                  | 17     | 34          | 53              | -19         | 23     |
| 15    | Пелистер Битољ        | 33     | 9      | 3         | 2                  | 21     | 30          | 57              | -27         | 20     |
| 16    | Спартак Суботица      | 33     | 7      | 9         | 3                  | 17     | 24          | 49              | -25         | 17     |
| 17    | Слобода Тузла         | 31     | 7      | 3         | 2                  | 21     | 21          | 61              | -40         | 16     |
| 18    | Жељезничар Сарајево   | 17     | 6      | 3         | 3                  | 8      | 18          | 24              | -6          | 15     |
| -     | Напредак Крушевац     | -      | -      | -         | -                  | -      | -           | -               | -           | -      |
| -     | Хајдук Кула           | -      | -      | -         | -                  | -      | -           | -               | -           | -      |
| -     | Бечеј                 | -      | -      | -         | -                  | -      | -           | -               | -           | -      |
| -     | Могрен Будва          | -      | -      | -         | -                  | -      | -           | -               | -           | -      |
| -     | ОФК Кикинда           | -      | -      | -         | -                  | -      | -           | -               | -           | -      |
| -     | Раднички Нови Београд | -      | -      | -         | -                  | -      | -           | -               | -           | -      |
| -     | Приштина              | -      | -      | -         | -                  | -      | -           | -               | -           | -      |

|  | испали из прве лиге      |
|  | пласирали се у прву лигу |

## Најбољи стрелци
| Ред | Играч                                             | Клуб          | Голови |
| --- | ------------------------------------------------- | ------------- | ------ |
| 1   | Шаблон:Подаци о застави SR Macedonia Дарко Панчев | Црвена звезда | 25     |
| 2   | Марио Станић                                      | Жељезничар    | 15     |
| 2   | Зоран Лончар                                      | ОФК Београд   | 15     |
| 4   | Дејан Чуровић                                     | Земун         | 12     |
| 4   | Предраг Мијатовић                                 | Партизан      | 12     |
| 4   | Љубинко Друловић                                  | Рад           | 12     |
| 7   | Слободан Крчмаревић                               | ФК Партизан   | 11     |
| 7   | Миленко Шпољарић                                  | ОФК Београд   | 11     |
| 9   | Шаблон:Подаци о застави SR Macedonia Васил Гунев  | Вардар        | 10     |
| 9   | Драган Ђукановић                                  | ОФК Београд   | 10     |
| 9   | Љубиша Милојевић                                  | Рад           | 10     |
| 9   | Дејан Петковић                                    | Раднички      | 10     |

## Састави екипа
| Екипа         | Играчи | Тренер                               |
| ------------- | --- | ------------------------------------ |
| Црвена звезда | Душко Радиновић (30/4), Владимир Југовић (29/4), Илија Најдоски (29/2), Дарко Панчев (28/25), Илија Ивић (27/8), Милорад Ратковић (26/4), Синиша Михајловић (24/8), Миодраг Белодедић (24/1), Дејан Савићевић (22/5), Мирослав Тањга (18/0), Влада Стошић (17/4), Драгоје Лековић (17/0), Горан Василијевић (15/0), Владан Лукић (13/7), Звонко Милојевић (13/0), Елвир Болић (11/2), Саша Недељковић (9/0), Славиша Чула (8/0), Митко Стојковски (7/0), Душко Савић (5/0), Раде Тошић (5/0), Иван Аџић (3/0), Милић Јовановић (3/0), Предраг Јовановић (3/0), Александар Кристић (3/0), Небојша Крупниковић (2/0), Ђорђе Аћимовић (1/0) | Владица Поповић                      |
| Партизан      | Небојша Гудељ (30/2), Будимир Вујачић (29/1), Фахрудин Омеровић (29), Слободан Крчмаревић (27/9), Џони Новак (26/4), Горан Богдановић (27/3), Бранко Брновић (27/1), Дарко Миланич (26/1), Предраг Мијатовић (25/13), Вујадин Станојковић (25/2), Златко Заховић (22/2), Слободан Милетић (22/2), Љубомир Воркапић (21/5), Братислав Мијалковић (19/0), Слађан Шћеповић (13/3), Славиша Јокановић 9/4, Гордан Петрић 5/1, Дејан Марковић (4/0), Горан Пандуровић (3/0), Владислав Ђукић (2/0), Ненад Бјековић 1/0 | Ивица Осим                           |
| Војводина     | Зоран Кунтић (31/7), Предраг Брзаковић (31), Горан Шаула (30), Ивица Вуков (28/3), Веско Михајловић (25/6), Гојко Тривић (23/2), Горан Јездимировић (23/1), Дарко Вујовић (22/2), Јован Шарчевић (22), Радосав Самарџић (19/6), Јово Босанчић (19/1), Антал Пухалак (18/2), Мирослав Живковић (17/4), Ненад Дрљача (16), Перо Шкорић (15), Бранислав Којичић (14/3), Милоје Петковић (14/1), Зоран Мијуцић (12/1), Спасоје Јелачић (12/1), Марко Перовић (11/2), Зоран Хајдић (2), Александар Коцић (2), Зоран Шараба (2), Драган Јокић 1                                                                                                | Жарко Николић, Јован Коврлија        |
| ОФК Београд   | Олег Каравајев, Мишко Мирковић, Горан Пуповац, Звездан Терзић, Славољуб Јанковић, Стевица Кузмановски, Дејан Ђурђевић, Саша Ћурчић, Стевовић, Миленко Шпољарић, Драган Ђукановић, Зоран Лончар, Светислав Николичић, Ненад Братић, Срђан Делибашић, Виборг Коцејић, Славиша Манојловић, Бранко Миловановић, Срђан Обрадовић, Ненад Павићевић, Душан Петковић, Петар Пуача, Кастјутис Рузгис, Небојша Вељковић, Дејан Жерађанин | Илија Петковић                       |
| Пролетер      | Амир Тељиговић, Ратко Марјановић, Зоран Срдић, Предраг Лубурић, Дејан Говедарица, Жељко Симовић, Милија Босиљчић, Еде Вишинка, Ненад Бикић, Владимир Мартиновић, Славиша Рајовић, Драган Јошић, Горан Гавриловић, Мирко Тодоровић, Ненад Николић, Горан Обрадовић, Жељко Станић, Славко Комар, Александар Зеленовић, Предраг Јовановић, Горан Иванић, Зоран Богојевић | Радивоје Драшковић                   |
| Вардар        | Антонио Филевски, Саша Илић, Бобан Бабунски, Зоран Јовановски, Љупчо Марковски, Мирко Спасески, Зоран Трајчевски, Сашо Милошевски, Жарко Серафимовски, Сашко Тодоровски, Саша Ћирић, Васко Гунев, Горан Петрески, Жанко Савов | Ђоко Хаџиевски                       |
| Рад           | Жељко Цицовић, Ивица Гвозден, Зоран Мирковић, Блажо Раосављевић, Игор Ташевски, Ђорђе Васић, Горан Аћимовић, Љубинко Друловић, Фахретин Дурак, Миленко Ковачевић, Ивица Момчиловић, Зоран Ризнић, Небојша Вигњевић, Милош Дабић, Здравко Дринчић, Дејви Главевски, Љубиша Милојевић, Драгослав Мусић | Томислав Манојловић, Душан Митошевић |
| Борац         | Милан Симеуновић, Стојан Малбашић, Марио Матаја, Милорад Билбија, Звонко Липовац, Франко Богдан, Иван Аџић, Фуад Шашиваревић, Витомир Штављанин, Адмир Сарачевић, Мирза Голубица, Твртко Вуковић, Љубиша Сушић | Зоран Смилески                       |
| Сарајево      | Вејсил Варупа (24/2), Анто Јаковљевић (24), Игор Лазић (23/3), Дејан Раичковић (23/3), Милош Недић (22/9), Сретко Вуксановић (21/2), Исмет Мулавдић (21/1), Нуџеин Геца (21), Ристо Видаковић (20/3), Срђан Слагало (20/3), Мурат Јашаревић 19/1, Един Омановић 17, Динко Врабац (15/5), Ибрахим Дуро (11), Мемнум Суљагић (11), Сенад Лупић (7/1), Емир Вазда (7), Сенад Репух (5), Мирсад Дедић (3), Самир Мекић (3), Мирза Варешановић (3), Самир Абдурахмановић 2, Саид Фазлагић (2), Хидајет Мехремић (2), Сенад Мердановић (2), Жељко Мијовић (2), Владимир Паповић (2), Слободан Франковић 1, Горан Шљивић 1                      | Фуад Музуровић                       |
| Земун         | Дејан Чуровић (31/12), Мирко Михић (31/9), Славко Радовић (30), Душан Влаисављевић (30/2), Бобан Китанов (29/1), Зоран Петровић (28/9), Зоран Маричић (28/1), Душко Љубичић (23/2), Предраг Станковић (18/3), Драган Марковић (18/2), Миленко Милићевић (16/1), Зоран Мамић (14/1), Драган Виторовић (17), Раденко Матичић (16), Лазар Грубор (15), Горан Макарин (14), Драган Попов (12), Бранко Николић (11), Ђорђе Искић (9), Горан Милошевић (9), Алид Куртовић (7/1),Слађан Ђукић (6), Божур Матејић (5), Александар Марковић (4), Мирослав Стефановић 2                                                                            | Ђорђе Герум                          |
| Раднички      | | Ненад Цветковић                      |
| Будућност     | Маринко Миротић, Миодраг Божовић, Драган Миљановић, Ниша Савељић, Горан Ђуровић, Раде Вешовић, Анто Дробњак, Бошко Татар, Жељко Лековић, Радослав Драгичевић | Милован Ђорић                        |
| Сутјеска      | | Никола Ракојевић                     |
| Вележ         | Велибор Пудар, Сањин Пинтул, Јошко Фарац, Елвис Маргета, Видак Бејатовић, Зденко Једвај, Никола Јуричић, Емил Туфек, Златко Далић, Ненад Масловар, Бакир Беширевић, Дарко Маврак, Славен Муса | Фрањо Џидић                          |
| Пелистер      | |                                      |
| Спартак       | | Станислав Караси                     |
| Слобода       | | Фуад Мулахасановић                   |
| Жељезничар    | Марио Станић (16/11), Витомир Милошевић (16), Симо Крунић (16), Велдин Карић (15), Јасминко Велић (14/2), Гордан Видовић (14/2), Милан Павловић (13), Суад Катана (13), Раде Богдановић (13), Сеад Капетановић (13), Фадил Хоџић (12), Жељко Павловић (11), Горан Гутаљ (10/1), Адмир Аџем (9), Харис Алихоџић (8), Драган Шкрба (7), Срећко Илић (7), Мијо Катић (6), Синиша Николић (4/2), Амир Грошо 1 | Милан Рибар                          |